# Khu kinh tế cửa khẩu A Đớt
Khu kinh tế cửa khẩu A Đớt là khu kinh tế cửa khẩu sát đường biên giới Việt Nam – Lào, tại huyện A Lưới, thành phố Huế, Trung Trung Bộ Việt Nam. Khu kinh tế này được thành lập vào tháng 6 năm 2008 với thành tố chính là Cửa khẩu A Đớt.
Khu kinh tế cửa khẩu A Đớt rộng 101,84 km² trên địa bàn 3 xã A Roàng, A Đớt và Hương Lâm. Phía Bắc là xã Yên Phong, phía Nam là Cộng hòa Dân chủ Nhân dân Lào, phía Đông là xã Hương Nguyên, phía Tây là xã Đông Sơn.
Khu kinh tế cửa khẩu A Đớt được thành lập nhằm khai thác lợi ích kinh tế của hợp tác kinh tế khu vực, phát triển đô thị miền núi, tạo thành khu kinh tế động lực góp phần thay đổi cơ cấu kinh tế của tỉnh Thừa Thiên Huế.
Khu kinh tế cửa khẩu A Đớt bao gồm các tiểu khu thương mại công nghiệp, quản lý-hành chính, đô thị - dân cư, du lịch, phát triển nông-lâm nghiệp. Không có khu bảo thuế.